# District de Bar-sur-Aube
Le district de Bar-sur-Aube est une ancienne division territoriale française du département de l'Aube de 1790 à 1795.
Il était composé des cantons de Bar-sur-Aube, Arsonval, Brienne le Château, Lesmont, Longchamp, Rosnay, Vandœuvres et Ville-sur-Terre.